# 이수아 (영화)
"이수아"는 2017년에 개봉한 대한민국의 영화이다.

## 줄거리
이수아(조수하 분)는 치매에 걸린 홀어머니의 병원비를 모으기 위해 밤낮으로 일하며 힘겹게 살아간다. 직장 동료에게 지속적으로 성추행을 당한 이수아는 많은 시간을 인내하다 직장에 사실을 알리지만 주변인들로 인해 피해자에서 가해자로 변하게 되고 결국 직장까지 잃게 된다. 절망 속에서 우연히 재회한 첫사랑 손우진(손현우 분)이 지난 일들에 용서를 구해온다. 희망이었던 첫사랑이 가져다준 절망을 이겨내고 살아가는 이수아가 복수와 용서의 갈림길에서 고뇌하는 모습을 그린 영화이다.

## 캐스팅
- 조수하 : 이수아 역
- 김경윤 : 장해주 역
- 손현우 : 손우진 역
- 차건우 : 최 부장 역
- 이혜라 : 김씨부인 역
- 손성찬 : 공장사장님 역
- 조유정 : 어머니 역
- 김정수 : 목사 역
- 김로사 : 식당사장님 역
- 박진국 : 형사 역
- 오지연 : 간호사 역
- 김준희 : 간병인 역
- 엄태옥 : 집주인 역
- 김수홍 : 거래남 역
- 김태미 : 알바사장님 역